# TED 2023
TED 2023, conocido también como Thus Spoke Zarathustra, The Peter Weyland Files: TED Conference y Peter Weyland's 2023 TED Talk de 2023, es un cortometraje basado en la franquicia de medios de ciencia ficción y acción Alien. El corto se lanzó por partes entre el 28 de febrero y el 9 de octubre de 2012, como promoción para la quinta película de la franquicia, Prometheus. Luke Scott dirigió el cortometraje y Ridley Scott junto a Damon Lindelof escribieron el guion, a través de RSA Films y 20th Century Fox.   El cortometraje, protagonizado por Guy Pearce como Peter Weyland, sigue al director ejecutivo mientras da un discurso sobre su visión del futuro en la Conferencia TED de 2023. El personaje narra el mito de Prometeo, extraído de la mitología clásica, y la apoteosis que busca para la humanidad. El corto se transmitió en YouTube el 7 de octubre de 2012.
Como primer cortometraje de la franquicia Alien, recibió una recepción crítica generalmente positiva en su lanzamiento. Además, en 2023 obtuvo una valoración positiva adicional por las comparaciones que se hicieron entre la interpretación de Weyland por parte de Pearce y las controversias de Elon Musk.

## Trama
En 2023, casi un siglo antes de los acontecimientos de Alien (1979) y casi setenta años antes de los de Prometheus (2012), Sir Peter Weyland, el famoso empresario, inventor y fundador de la versión más reciente de la Corporación Weyland, ofrece un influyente discurso en la conferencia anual de TED desde el Estadio de Wembley, tras beber un vaso de whisky. Después de citar a Lawrence de Arabia, Weyland enumera los principales avances tecnológicos de la humanidad ante un público cautivado. A continuación, expone los ambiciosos planes de la compañía para el futuro y destaca en su charla el mito de Prometeo y la apoteosis del hombre.

## Producción
Como parte de la campaña de marketing viral para la película de ciencia ficción de 2012, Prometheus, se lanzaron varios cortometrajes centrados en los personajes de la película en los años previos a la trama. El primero de ellos, TED 2023, lo protagoniza Guy Pearce como Peter Weyland, quien pronuncia un discurso sobre su visión del futuro en una versión futurista de una conferencia TED, un evento anual de tecnología y diseño que se celebra en Long Beach, California en 2023. Ridley Scott y Damon Lindelof concibieron y diseñaron el segmento, y el hijo de Scott, Luke, lo dirigió. La producción se realizó en colaboración con TED y se distribuyó a través de su plataforma porque Lindelof quería presentar la conferencia a nuevo público, pues consideraba que «sería realmente genial que uno de los personajes de la película diera una charla TED». Lindelof explicó que la escena transcurre en un estadio futurista porque «un tipo como Peter Weyland, con un ego descomunal y unas ideas que rayan en la arrogancia desmedida (hibris), básicamente le diría a TED: 'Si quieren que dé una charla, la daré en el Estadio de Wembley'».
El director de la comunidad TED, Tom Rielly, ayudó a los productores de la película a obtener la aprobación para usar la marca TED, la cual no se había utilizado antes con fines promocionales. Rielly participó en el diseño de la conferencia ficticia de 2023 y afirmó que esta colaboración generó millones de visitas únicas al sitio web de TED. El lanzamiento del video vino acompañado de un blog ficticio de TED sobre la conferencia y de un sitio web vinculado a la Corporación Weyland.

## Estreno
TED 2023 se lanzó por primera vez el 28 de febrero de 2012 con el título de Peter Weyland's 2023 TED Talk  (aunque en pantalla aparecía como TED 2023) y tenía una duración de tres minutos. Una secuencia de apertura de tres minutos, titulada Thus Spoke Zarathustra, se puso a disposición a través de un enlace oculto (o «huevo de pascua») en el sitio web Whatis101112.com durante los créditos finales de Prometheus, película que se estrenó el 11 de junio de 2012. Por su parte, una versión extendida de siete minutos que fusionaba ambos segmentos, titulada The Peter Weyland Files: TED Conference, 2023 (y que de nuevo aparecía en pantalla como TED 2023), se lanzó con la edición en Blu-ray y DVD de Prometheus el 9 de octubre de 2012.

## Juego en línea
El 6 de marzo de 2012, el sitio web de Weyland se actualizó para permitir a los visitantes «invertir» en TED 2023 como parte de un juego en línea que revelaba nuevo material promocional de Prometheus.

## Recepción
Matt Goldberg, de Collider, elogió TED 2023 como «una pieza de marketing viral ingeniosa y cautivadora que me hace desear un spin-off centrado solo en Peter Weyland», y a la vez alabó la «hipnótica interpretación de Guy Pearce como el ambicioso, elocuente y algo aterrador director ejecutivo». Por su parte, Jordan Raup, de The Film Stage, calificó la película como «un soplo de aire fresco» en comparación con «tantas otras campañas virales que parecen hechas por cumplir».
En una retrospectiva de 2023, Toussaint Egan, de Polygon, describió TED 2023 como «una extraña premonición en sí misma». Señaló que es «solo un ejemplo de cómo la marcha inexorable del tiempo ha eclipsado los pronósticos más audaces de la ficción especulativa» y que «lo más interesante del video no es su relación temática o narrativa con Prometheus, sino cómo funciona como una cápsula del tiempo involuntaria de un momento en nuestra cultura colectiva en el que los directores ejecutivos de tecnología, en general, eran tenidos en una estima mucho mayor». Hizo esta afirmación en particular al compararlo con Elon Musk, «el paria más rico de Silicon Valley», a quien se describe, al igual que la interpretación de Weyland por Pearce, como «un hombre que quiere hacer lo que le da la gana y ser adorado por ser el tipo que puede hacer lo que le da la gana». Egan concluyó describiendo la película como «una fascinante piedra de toque de la cultura popular de ciencia ficción y de lo efímero de Hollywood que vale mucho la pena volver a ver, si no es para poner de relieve las formas en que ha evolucionado (o no) la representación de los directores ejecutivos de tecnología en nuestra cultura, al menos es para ver a Guy Pearce sobreactuar como Weyland en toda su vanagloriosa gloria».